# Battling Battalino
Battling Battalino (właśc. Christopher Battaglia, ur. 18 lutego 1908 w Hartford w stanie Connecticut, zm. 25 lipca 1977 tamże) – amerykański bokser, były zawodowy mistrz świata kategorii piórkowej.
Jako amator zdobył mistrzostwo Stanów Zjednoczonych w wadze piórkowej w 1927. W tym samym roku przeszedł na zawodowstwo.
26 lipca 1929 zwyciężył w towarzyskiej walce „Panama” Ala Browna, który był ówczesnym mistrzem świata w wadze koguciej. W następnej walce Battalino zmierzył się 23 września tego roku w Hartford z André Routisem, który bronił tytułu mistrza świata w wadze piórkowej. Pomimo złamania kości w obu rękach w 4. rundzie Battalino zdaniem jedynego sędziego wygrał każdą z 15 rund i został nowym mistrzem świata. Pięciokrotnie skutecznie bronił zdobytego tytułu:
| Data                  | Miejsce    | Oponent           | Wynik             | Źródło |
| --------------------- | ---------- | ----------------- | ----------------- | ------ |
| 25 lutego 1930(dts)   | Hartford   | Ignacio Fernández | wygrana na punkty | [ 5 ]  |
| 12 grudnia 1930(dts)  | Nowy Jork  | Kid Chocolate     | wygrana na punkty | [ 6 ]  |
| 22 maja 1931(dts)     | Nowy Jork  | Fidel LaBarba     | wygrana na punkty | [ 7 ]  |
| 23 lipca 1931(dts)    | Cincinnati | Freddie Miller    | wygrana na punkty | [ 8 ]  |
| 4 listopada 1931(dts) | Chicago    | Earl Mastro       | wygrana na punkty | [ 9 ]  |

W tym okresie Battalino stoczył również wiele walk, w których tytuł mistrza świata nie był stawką. Pokonał m.in. takich pięściarzy, jak Charles „Bud” Taylor, Bushy Graham (z którymi również przegrał), Lew Massey oraz Al Singer. Oprócz Grahama i Taylora pokonał go m.in. Louis „Kid” Kaplan.
27 stycznia 1932 w Cincinnati Battalino miał stoczyć kolejny pojedynek o mistrzostwo świata z Freddiem Millerem. Nie był jednak w stanie utrzymać limitu wagi. Mimo to walka odbyła się. Wcześniej Battalino i jego manager wykupili kontrakt Millera i ustalili, że Battalino przegra. W 3. rundzie Battalino kilkakrotnie upadał po lekkich ciosach Millera. Sędzia odesłał go do narożnika i ogłosił zwycięstwo Millera, ale później komisja bokserska stanu Ohio zmieniła werdykt i uznała walkę za nieodbytą. 1 marca tego roku Battalino oficjalnie zrzekł się tytułu i przeniósł do wagi lekkiej.
W nowej kategorii wygrał m.in. z Edwardem Ranem, ale 24 marca 1932 Billy Petrolle pokonał go przez techniczny nokaut. Była to jedyna porażka Battalino przed czasem. Billy Petrolle wygrał również walkę rewanżową 20 maja tego roku, a jego brat Frankie dwukrotnie pokonał Battalino także w 1932.
Później Battalino walczył ze zmiennym szczęściem. Przegrał z Barneyem Rossem w 1932, a pokonał Cocoa Kida w 1934. W latach 1935 i 1937-1938 pauzował. Zakończył karierę w 1940. Później pracował jako robotnik budowlany w Hartford.
Został wybrany w 2003 do Międzynarodowej Bokserskiej Galerii Sławy.